# The Showgrounds (Newry)
The Showgrounds ist ein Fußballstadion in der nordirischen Stadt Newry. Es ist das Heimspielstätte des Fußballvereins Newry City AFC und bis zu seiner Auflösung des Newry City FC. Es hat eine Kapazität von 7.949 Plätzen, die aber auf 2.275 bis 1.080 limitiert wurde.